# Menhir von Teicha
Der Menhir von Teicha (auch Trompeterstein genannt) ist ein vorgeschichtlicher Menhir bei Teicha, einem Ortsteil von Petersberg im Saalekreis in Sachsen-Anhalt.

## Lage und Beschreibung
Der Stein befand sich östlich vom Teicha in einem im 19. Jahrhundert als Mittelholz bezeichneten kleinen Waldgebiet – heute ein von Hecken umstandenes Feld östlich der A 14. Er galt lange als verschollen. Lediglich ein im Boden steckendes Bruchstück war noch vorhanden. 1996 wurde in 300 m Entfernung ein weiterer Stein gefunden, der offenbar mit dem Bruchstück zusammen gehörte. Genauere Angaben zu den Maßen und dem Material des Menhirs liegen nicht vor.